# The Tattoos
The Tattoos — дуэт выдающихся трубачей Манфреда Моха (Manfred Moch) и Ханца Хаберманна (Heinz Habermann).

## История
Хайнц Хаберманн (4 мая 1925 года, Тюддерн, Гайленкирхен (Германия) — 14 февраля 1991 года, Зюльфельд, Германия) работал на «NDR» Курта Хенкельса, был музыкантом телевизионного оркестра Виктора Решке и оркестров Берта Кемпферта и Джеймса Ласта.
Манфред Мох (16 мая 1930 года, Хиршберг (Польша) — 28 мая 2011 года, Хавеа (Испания)) был музыкантом оркестра Виктора Решке , Берта Кемпферта с 1960 по 1968 год, с 1968 года играл в оркестре Джеймса Ласта,а также имел контракт с «NDR». В конце 1970-х годов он также играл в оркестре Кая Уорнера.
Хаберманн и Мох отвечали за стереофоническую секцию чередующихся труб в оркестре Джеймса Ласта с 1967 года.
Работая в оркестре Джеймса Ласта, Мох и Хаберманн параллельно занимаются студийным проектом «The Tattoos».
Экспериментируя на эксклюзивном музыкальном инструменте — двухрожковой трубе (double bell trumpet), или Twin Trumpet, как они сами ее  называли,  The Tattoos записали первый сингл, а затем свою первую долгоиграющую пластинку на студии «Teldec» в 1967 году.
Дуэт имеет неповторимое, уникальное звучание с переливами звуков хора труб, с оригинальными аранжировками каверов популярных мелодий.
Это было достигнуто кропотливым трудом. Редко кто рисковал играть на twin trumpet как до дуэта the Tattoos, так и после них, т.к. это очень капризный инструмент и требует определенных  навыков и мастерства. Хаберман и Мох с блеском подтвердили свое мастерство.
Звучание «The Tattoos» чем то напоминает звучание альбома «Trumpet a go-go» оркестра Джеймса Ласта (в записи которого Мох и Хаберманн также принимали участие), вышедшего в 1966 году. Альбом «Pops go Trumpet» и последующие являются как бы продолжением «Trumpet a go-go», его традиций.
Поэтому «The Tattos» завоевали любовь и популярность как у себя на родине в Германии, так и за рубежом.
В 1971 году они перешли на недавно основанный лейбл «BASF», где продолжили записи альбомов популярных мелодий.
Альбом  "Hawaiian trumpets" (1973) выходит в квадро формате.
В 1974 году дуэт «The Tattoos» записывает последний альбом, состоящий исключительно из авторских композиций Моха и Хаберманна, и прекращает своё существование.
Однако Манфреда Моха и Ханца Хаберманна вместе часто приглашали в качестве сессионных музыкантов в разные проекты (помимо постоянного участия в оркестре Джеймса Ласта), в частности, «Lucifer’s Friend» (1974). В 1978 году, на фестивале народной музыки, они записали ещё один альбом состоящий из попурри известных композиций  в сопровождении оркестра Horst Wende (он же был аранжировщиком альбома и играл на аккордеоне), который был опубликован лишь в 2008 году, но уже не под брэндом «The Tattoos».

## Дискография
- 1967: Pops go Trumpet (SLE 14485-P)
- 1968: Party Pops (SLE 14515-P)
- 1968: The Tattoos zwingen zum Tanz: Muss i denn, muss i denn…(SLE 14531-P)
- 1968: Latin Pops (SLE 14551-P)
- 1968: Tattoos a Gogo (SLE 14564-P)
- 1971: Hot Trumpets (SLE 14588-P)
- 1971: Tattoos Aktuell (SLE 14634-P)
- 1972: The Original Tattoos (BASF 2021143-6) (Trumpets for Two)
- 1972: Swingin' with the Million Sellers (Ace Of Clubs — SCL 2-3001, Telefunken — TS.31531/2)
- 1973: Hawaiian trumpets (BASF 2021625-2)
- 1974: Reise In Den Süden (Hammonia Records — ST-HH-3002)
- 1978: Trompeten Festival Der Volksmusik - Party Stimmung Non Stop (released in 2008)